# Maladie de Sinding-Larsen et Johansson
 Mise en garde médicale
La maladie de Sinding-Larsen-Johansson, ou ostéochondrose de croissance de la rotule, est une déformation bénigne et auto-résolutive de la pointe inférieure de la rotule, survenant lors de la croissance de certains enfants et adolescents, et se manifestant par des douleurs au niveau du site d'attache du tendon rotulien. Ces douleurs apparaissent de manière progressive et sont ressenties lors d'activités répétées sollicitant le tendon rotulien comme la course, les sauts ou la montée d'escaliers. Elle a été initialement décrite par le médecin norvégien Christian Magnus Falsen Sinding-Larsen et le chirurgien suédois Sven Christian Johansson en 1921. Le traitement, qui repose essentiellement sur un repos sportif de 2 mois, suivi parfois par des étirements des muscles ischio-jambiers et des quadriceps, permet une guérison complète en moyenne en 7 mois.

## Physiopathologie
Il existe plusieurs hypothèses pour expliquer la physiopathologie de la maladie de Sinding-Larsen-Johansson. 
Initialement, les docteurs Sinding-Larsen et Johansson soupçonnaient que la maladie était causée par une irritation traumatique du périoste ou de l'épiphyse de la rotule. 
Dans les années 1950, l'hypothèse d'un débalancement du système endocrinien, combiné avec des traumatismes répétés ou avec une prédiposition familiale, fut évoquée lors d'une étude où les patients étaient traités avec entre autres de la testostérone.
Il existe aussi une hypothèse vasculaire voulant qu'une ischémie du pôle inférieur de la rotule serait la cause de la douleur.
L'hypothèse prédominante aujourd'hui est celle d'une physiopathologie similaire à celle de la maladie d'Osgood-Schlatter, qui affecte le pôle supérieur du tibia, et à la maladie de Sever, qui affecte le talon à l'insertion du tendon d'Achille. Chez l'enfant en croissance, la présence de cartilage à l'extrémité inférieure de la rotule fragilise l'insertion du tendon rotulien sur l'os de la rotule et constitue une zone plus fragile. Lors des efforts liés au sport, à cause des tractions répétées du tendon rotulien ou lors des chutes avec impact, il y aurait apparition de microtraumatismes au niveau du pôle inférieur de la rotule. Cela pourrait engendrer des fractures du cartilage ou encore une ossification secondaire douloureuse au site d'attache du tendon.
Outre l'âge, des muscles ischio-jambiers serrés et une pente tibiale postérieure pourraient être des facteurs de risque associés à la maladie de Sinding-Larsen et Johansson. La paralysie cérébrale pourrait être un facteur de risque à cause des contractions musculaires qui y sont associées.

## Diagnostic
Les symptômes de la maladie de Sinding-Larsen et Johansson apparaissent souvent de façon progressive. Plus rarement, ils peuvent survenir à la suite d'un traumatisme de faible vélocité comme une chute sur le genou, un atterrissage d'un saut ou après un sprint. Le patient se plaint d'une douleur à la partie inférieure du genou qui l'empêche de pratiquer son sport. La douleur est généralement empirée par l'exercice, la montée d'escaliers, le squat, et le saut. Le patient peut boiter après l'entraînement. La douleur est soulagée par le repos. 
L'examen clinique reproduit une douleur à la palpation du pôle inférieur de la rotule empirée par la flexion du genou. Il peut y avoir un œdème de la région. 
La radiographie du genou peut initialement être normale. Des irrégularités du pôle inférieur de la rotule ou un épaississement du tendon rotulien peuvent être vus. Le remodelage de la pointe de la rotule peut apparaître sur l'imagerie comme une excroissance.
L'échographie de surface peut démontrer un œdème du cartilage, une fragmentation du pôle inférieur de la rotule, un épaississement du tendon rotulien à son attache avec la rotule ou une grande quantité de liquide dans la bourse pré-rotulienne. 
L'IRM montre la fragmentation du pôle inférieur de la rotule, de l'œdème osseux, l'épaississement du tendon rotulien à son insertion à la rotule et un épaississement du coussinet adipeux de Hoffa. L'IRM permet aussi d'éliminer d'autres pathologies présentes dans le diagnostic différentiel, tels la tendinopathie patellaire, la maladie d'Osgood-Schlatter, une fracture de la rotule ou un problème de l'articulation du genou,.

## Traitement
Dans la très grande majorité des cas, la maladie de Sinding-Larsen et Johansson est bénigne et auto-résolutive en 6 à 18 mois, avec une moyenne de 7 mois. 
La modification des activités, l'application de glace et le retrait temporaire du sport peut être nécessaire pour soulager les symptômes. Un traitement anti-inflammatoire non stéroidien de courte durée peut être proposé dans les cas aigus. L'immobilisation plâtrée est très rarement indiquée. Des exercices d'étirement des muscles ischio-jambiers et des quadriceps peuvent être prescrits lorsqu'indiqués. Enfin, les injections de cortisone sont contre-indiquées à cause du risque de rupture du tendon rotulien.
Un seul cas de douleur se chronicisant au-delà de l'âge adulte est rapporté dans la littérature. Il fut traité en arthroscopie par excision du pôle distal de la rotule, avec un bon succès clinique.